# Osservatorio Lowell
L'osservatorio Lowell (Lowell Observatory) è un osservatorio astronomico che si trova a Flagstaff (Arizona). È uno dei più antichi osservatori degli Stati Uniti, dal 1965 è nella lista dei monumenti storici nazionali.

## Storia

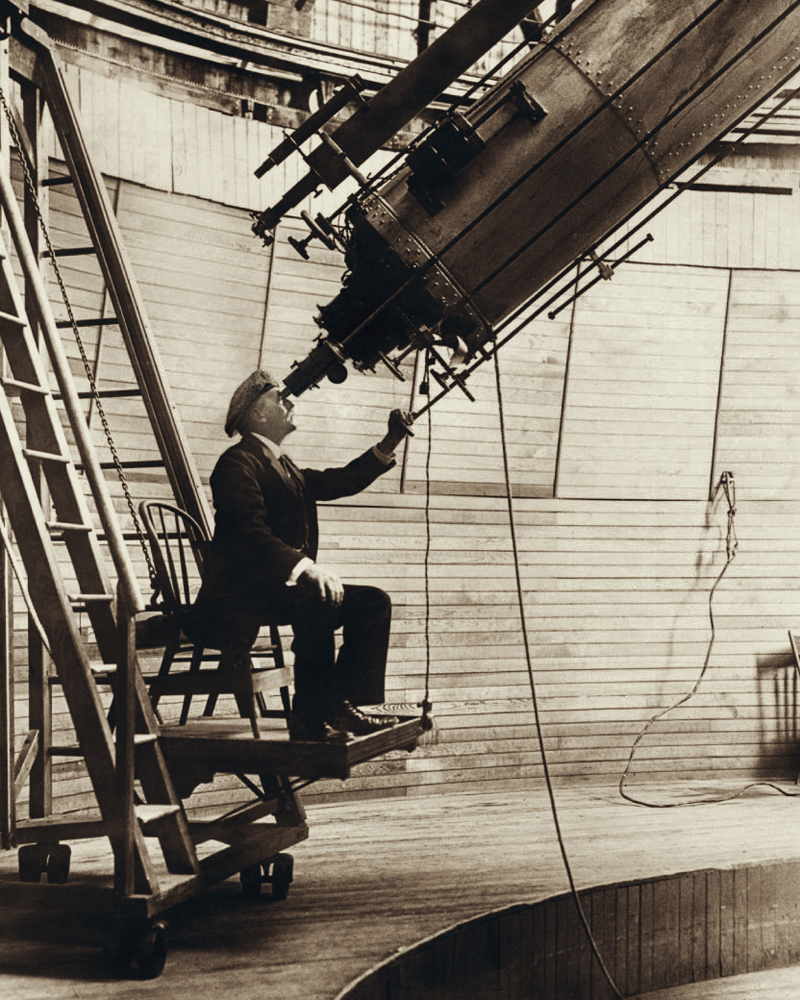
Percival Lowell nel 1914 mentre osserva Venere alla luce del giorno col telescopio rifrattore da 61 cm di Alvan Clark & Sons, installato nell'osservatorio nell'estate del 1896.

L'osservatorio è stato fondato nel 1894 dall'astronomo Percival Lowell. Il primo telescopio installato è stato un rifrattore da 61 cm costruito da Alvan Clark & Sons, noto costruttore di telescopi. Il telescopio Clark, costato nel 1896 20.000 dollari, è ancora in uso ai giorni nostri, anche se solo a scopo educativo a beneficio degli oltre 70.000 visitatori annuali dell'osservatorio.
Ad amministrare il telescopio si sono succeduti vari membri della famiglia Lowell, prestigiosa famiglia di Boston. Oltre al fondatore, Percival Lowell, si sono occupati dell'osservatorio l'architetto Guy Lowell e Roger Lowell Putnam, che lo ha guidato per 40 anni. L'attuale amministratore è William Lowell Putnam, figlio di Roger e pronipote del fondatore.

## Importanti scoperte
L'osservatorio Lowell ha permesso importanti scoperte astronomiche, tra cui:
- La scoperta di Plutone nel 1930 a opera di Clyde Tombaugh.
- Tra il 1912 e il 1914 Vesto Melvin Slipher ha scoperto la velocità di recessione delle galassie, che ha portato in seguito alla comprensione dell'espansione dell'Universo.
- La co-scoperta degli anelli di Urano nel 1977.
- La variazione periodica di luminosità della cometa di Halley.
- La scoperta delle 3 stelle più grandi conosciute.
- La scoperta dell'atmosfera di Plutone.
- Il calcolo accurato dell'orbita dei due satelliti di Plutone Notte e Idra.
- La scoperta di ossigeno sul satellite di Giove Ganimede.
- Anidride carbonica allo stato solido (ghiaccio secco) su tre satelliti di Urano.
- La scoperta del primo asteroide troiano di Nettuno.
- Evidenze che l'atmosfera del pianeta extrasolare HD 209458 b potrebbe contenere vapore acqueo.

## Telescopi
L'osservatorio gestisce diversi telescopi in due località.

La storica struttura principale si trova sulla collina Mars Hill, poco distante del centro di Flagstaff. Questa località ospita il telescopio Clark originario e anche il telescopio da 33 cm usato da Clyde Tombaugh per scoprire il pianeta nano Plutone, oltre ad altri piccoli telescopi dedicati alla ricerca.

L'altra struttura, chiamata Stazione Anderson Mesa, si trova a circa 20 km a sudest di Flagstaff; comprende il Telescopio Perkins da 1,8 metri e il Telescopio John S. Hall da 1,05 m. In questa località è anche ospitato il Navy Prototype Optical Interferometer (NPOI), un progetto in collaborazione con lo United States Naval Observatory.

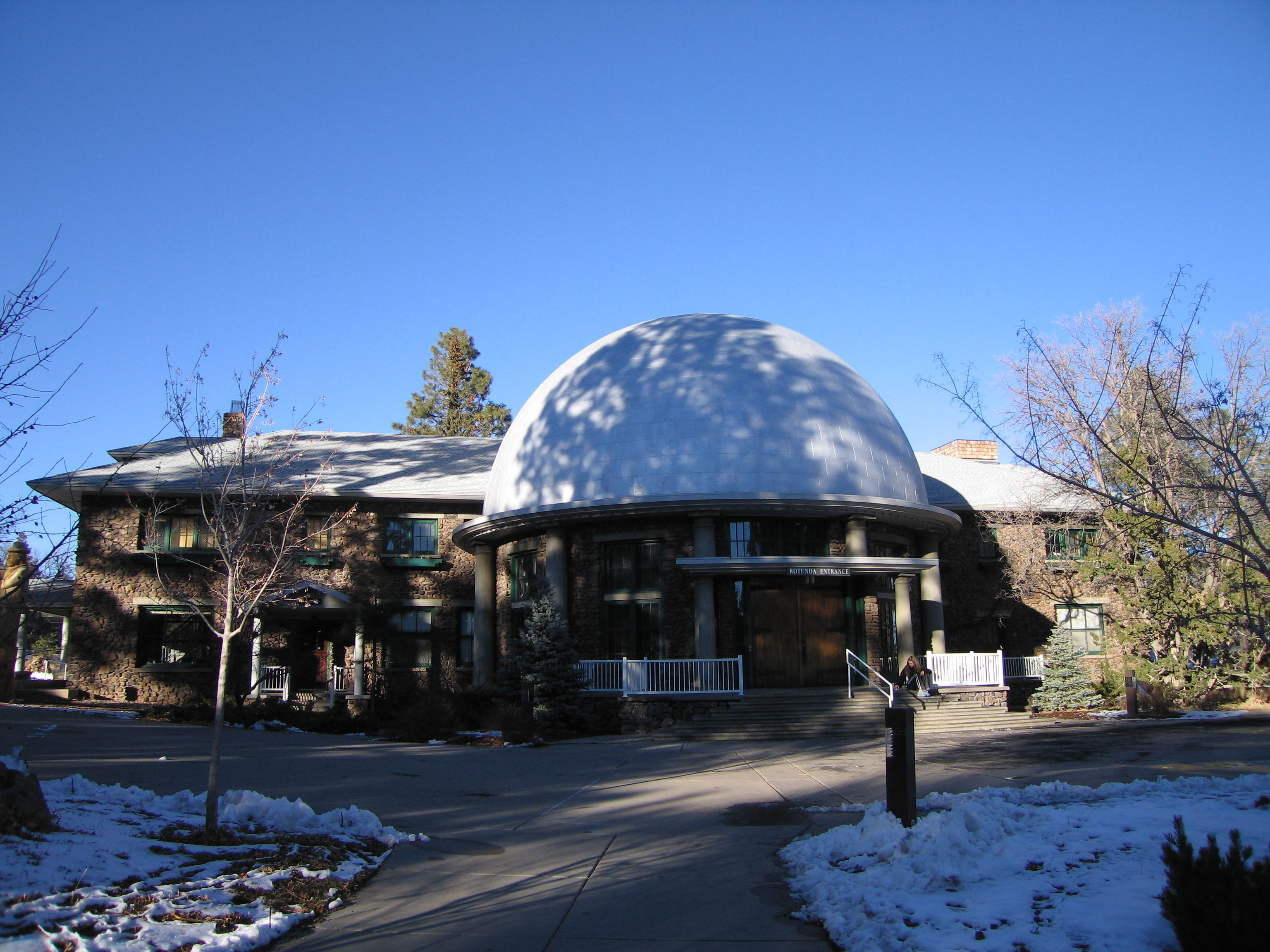
Una struttura dell'osservatorio

Il Lowell Observatory ha ultimato nel 2012 la costruzione del Telescopio Discovery Channel da 4,2 metri in collaborazione con Discovery Communications Inc.
Ad autunno 2018 la direzione dell'osservatorio ha annunciato un programma di espansione con la costruzione del Giovale Open Deck Observatory (GODO), consistente in un'area a cielo aperto integrata da una serie di telescopi amatoriali avanzati per l'osservazione diretta, aree preposte alla divulgazione scientifica e di intrattenimento.
Elenco dei telescopi dell'osservatorio Lowell:
- Telescopio Discovery Channel: 4,2 metri (vicino a Happy Jack in Arizona)
- Telescopio Perkins: 1,8 metri, riflettore Cassegrain (a Anderson Mesa)
- Telescopio John S. Hall: 1,05 m, riflettore Ritchey-Chrétien (a Anderson Mesa)
- Telescopio senza nome: 0,77 m, riflettore (a Anderson Mesa)
- LONEOS: 0,62 m, telescopio Schmidt (a Anderson Mesa)
- Telescopio Clark: 0,6 m, rifrattore costruito da Alvan Clark.
- Telescopio riflettore da 52 cm.
- Astrografo da 45 cm.
- Telescopio John Vickers McAllister: 0,4 m, riflettore Cassegrain.
- Astrografo Abbot L. Lowell: 0,33 m, astrografo della scoperta di Plutone.
- Planet Search Survey Telescope: a Anderson Mesa.
- Navy Prototype Optical Interferometer: interferometro (a Anderson Mesa)

## Attuali ricerche

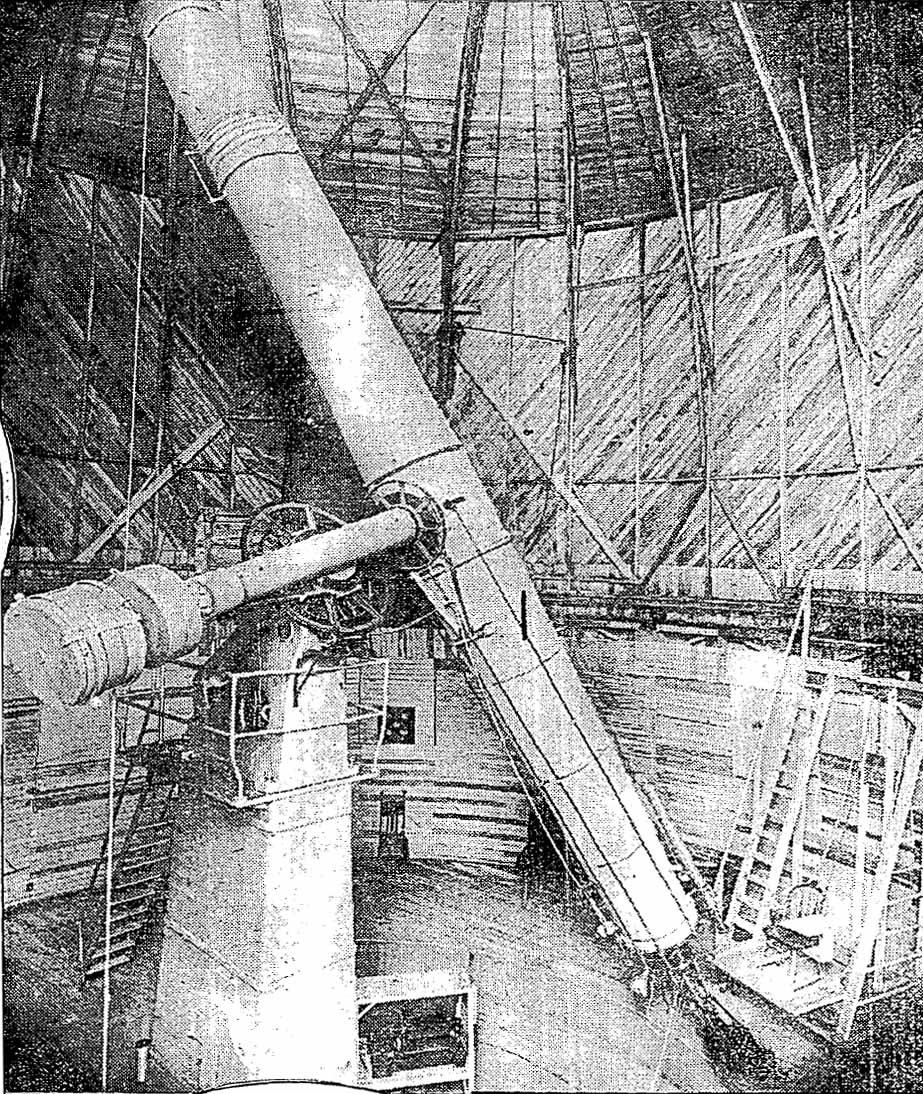
Il grande telescopio rifrattore nel 1911

Gli astronomi dell'osservatorio Lowell conducono ricerche in vasti campi dell'astrofisica e nello studio del sistema solare, usando telescopi terrestri, aviotrasportati e spaziali.
Tra i molti programmi attualmente in corso c'è la ricerca di asteroidi near-Earth, lo studio della fascia di Kuiper, la ricerca di pianeti extrasolari, uno studio decennale sulla stabilità della luminosità solare e una serie di indagini sulla formazione stellare e altri processi nelle galassie distanti. Inoltre lo staff dell'osservatorio progetta e costruisce strumenti personalizzati da usare all'osservatorio o anche altrove. Per esempio il personale dell'osservatorio ha costruito la sofisticata fotocamera ad alta velocità usata nello Stratospheric Observatory for Infrared Astronomy (SOFIA), un progetto delle agenzie spaziali americana (NASA) e tedesca (DLR) che consiste in un telescopio da 2,5 metri trasportato da un Boeing 747 SP.